# Wellsville (Nowy Jork)
Wellsville – miasto w Stanach Zjednoczonych, w stanie Nowy Jork, w hrabstwie Allegany.